# ジョセフ・ウォーカー

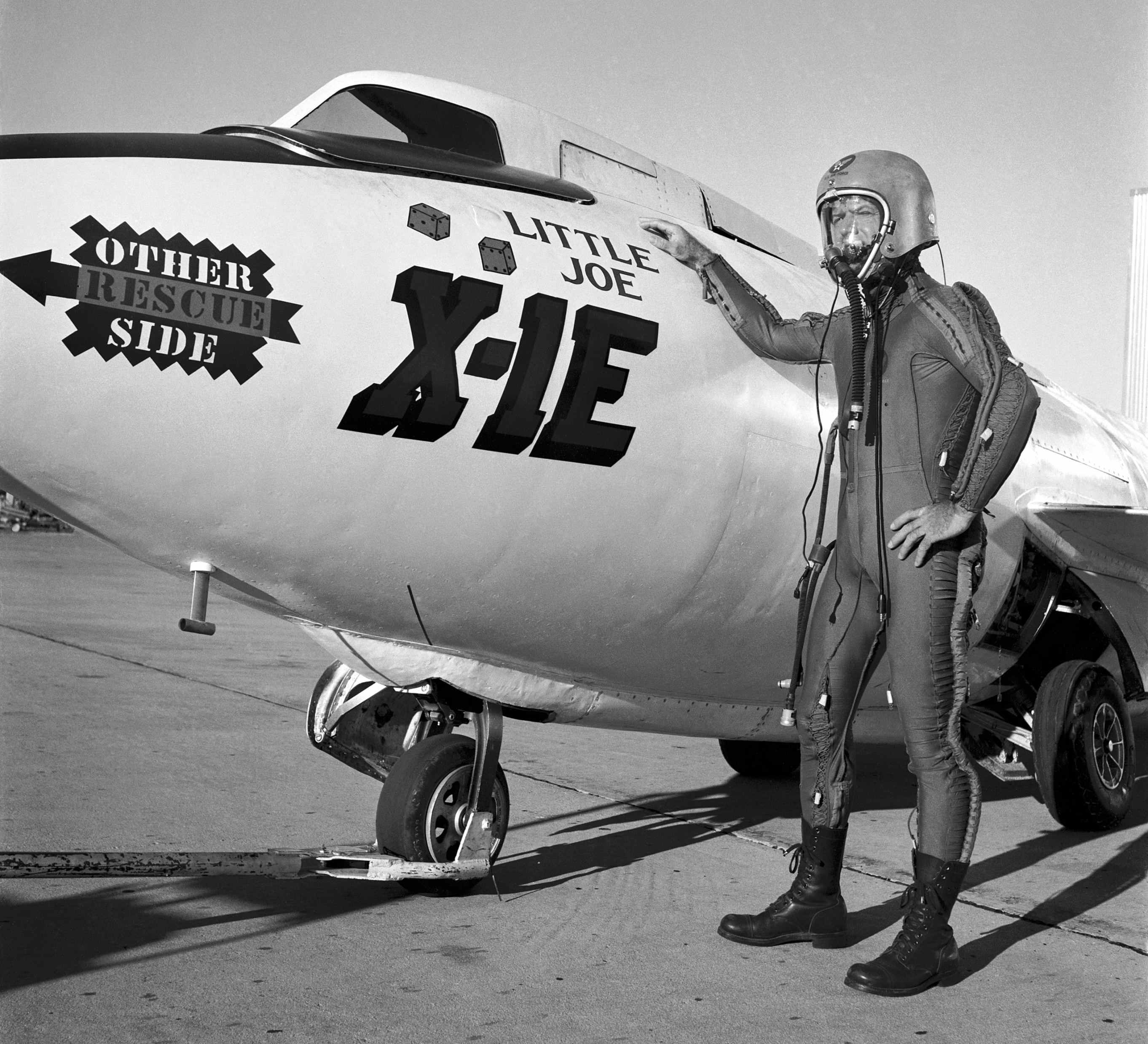
ジョセフ・ウォーカーとX-1E

ジョセフ・ウォーカー（Joseph Albert Walker、1921年2月20日 -1966年6月8日）はアメリカのテストパイロットである。

## 来歴
1963年にX-15で高度100kmを超える記録を樹立した。高度100km以上は、アメリカ空軍において宇宙空間に分類されているため、空軍からは宇宙空間に到達したと認定されている。2004年にスペースシップワンが飛行に成功するまでは、飛行に翼の揚力も利用する航空機による高度記録であった。
第二次世界大戦中はP-38に搭乗していた。戦後21年間テストパイロットを続け、1960年、X-15最初のパイロットになる。1963年7月19日に106km、8月22日に108km、の高度記録をたてた2回の飛行を含めX-15で24回飛行する。
1966年、F-104に搭乗したウォーカーはXB-70との空中衝突事故で死亡した。当時、XB-70は空軍からNASAに移管予定で、彼はNASA移管後のテストパイロットに予定されていた。1961年コリアー・トロフィー受賞。